# Campeonato Europeo de Triatlón de 2008
El XXIV Campeonato Europeo de Triatlón se celebró en Lisboa (Portugal) entre el 10 y el 11 de mayo de 2008 bajo la organización de la Unión Europea de Triatlón (ETU) y la Federación Portuguesa de Triatlón.

## Resultados
| Evento    | Oro                                | Plata                             | Bronce                            |
| --------- | ---------------------------------- | --------------------------------- | --------------------------------- |
| Masculino | Frédéric Belaubre Francia 1:53:03  | Tony Moulai Francia 1:53:23       | Olivier Marceau · Suiza · 1:53:54 |
| Femenino  | Vanessa Fernandes Portugal 2:05:46 | Nadia Cortassa · Italia · 2:06:24 | Lisa Nordén · Suecia · 2:06:43    |

## Medallero
| Núm. | País     | Oro | Plata | Bronce | Total |
| ---- | -------- | --- | ----- | ------ | ----- |
| 1    | Francia  | 1   | 1     | 0      | 2     |
| 2    | Portugal | 1   | 0     | 0      | 1     |
| 3    | Italia   | 0   | 1     | 0      | 1     |
| 4    | Suecia   | 0   | 0     | 1      | 1     |
| 4    | Suiza    | 0   | 0     | 1      | 1     |
|      | TOTAL    | 2   | 2     | 2      | 6     |